# Кукушкино (Волгоградская область)
Кукушкино — хутор, входит в состав Раздорской сельской территории городского округа «город Михайловка» Волгоградской области России. Население 39 человек (2010).

## География
Расположен в северо-западной части области, в лесостепи, в пределах Приволжской возвышенности, являющейся частью Восточно-Европейской равнины, у р. Лычак.
Уличная сеть состоит из двух географических объектов: ул. Лесная и ул. Линейная
Абсолютная высота 86 метров над уровня моря
.

## Население
| 2010 |
| ---- |
| 39   |

Гендерный состав
По данным Всероссийской переписи населения 2010 года в гендерной структуре населения из 39 человек мужчин — 18, женщин — 21 (46,2 и 53,8 % соответственно).
Национальный состав
Согласно результатам переписи 2002 года, в национальной структуре населения
русские составляли 96 % из общей численности населения в 45 человека

## Инфраструктура
Развитое сельское хозяйство. Личное подсобное хозяйство.

## Транспорт
Стоит на автодороге. Остановка «Кукушкино».